# Курльбаум, Фердинанд
Фердинанд Курльбаум (нем. Ferdinand Kurlbaum; 4 октября 1857, Бург — 29 июля 1927, Берлин) — немецкий физик-экспериментатор, автор научных трудов по оптике, спектроскопии, физике теплового излучения.

## Биография
Фердинанд Курльбаум родился в городке Бург близ Магдебурга в семье судьи. После смерти матери до шестилетнего возраста воспитывался тетей, пока отец вновь не женился. 
Курльбаум не любил школу и лишь в возрасте 23 лет поступил в университет, учился в Гейдельберге и Берлине. В 1887 году под руководством Генриха Кайзера защитил докторскую диссертацию, посвященную исследованию некоторых линий в солнечном спектре. После перехода Кайзера в Ганноверскую высшую техническую школу работал его ассистентом, в 1891 году получил должность ассистента в лаборатории Отто Люммера в берлинском Физико-техническом институте (Physikalisch-Technische Reichsanstalt). В 1901 году Курльбаум возглавил отдел электротехнического оборудования, а в 1904 году оставил институт и стал профессором Берлинского технического университета. Во время Первой мировой войны много занимался военными разработками, был председателем артиллерийской экзаменационной комиссии. В 1925 году вышел на пенсию.
В 1895 году женился на Элизабет фон Сименс, которая родила ему двух дочерей и сына. 
Похоронен в семейном склепе Сименсов в Херцберге.

## Научная деятельность
В 1892 году вместе с Отто Люммером Курльбаум создал новый тип болометра, превосходивший по чувствительности существовавшие к тому времени аналоги. В последующие годы принимал участие в передовых экспериментах по исследованию спектра абсолютно чёрного тела. В 1897 году Курльбаум и Люммер проверили закон Стефана — Больцмана в широком диапазоне температур (от 290 до 1500°). В 1900 году Курльбаум совместно с Генрихом Рубенсом измерил спектр черного тела вплоть до длины волны 51.2 мкм и подтвердил несправедливость закона излучения Вина в длинноволновой области, причем интенсивность теплового излучения в этом диапазоне становилась пропорциональной температуре. Эти эксперименты создали предпосылки для вывода Максом Планком своей знаменитой формулы и создания в дальнейшем квантовой теории теплового излучения. Формула Планка была с высокой точностью проверена в последующих опытах Курльбаума и Рубенса.
Курльбаум пирометрическим способом определил температуру поверхности Солнца.

## Основные сочинения
- Kurlbaum F. Bestimmung der Wellenlänge Fraunhofer'scher Linien // Annalen der Physik. — 1887. — Bd. 269 (32). — S. 159—193.
- Lummer O., Kurlbaum F. Bolometrische Untersuchungen // Annalen der Physik. — 1892. — Bd. 282 (46). — S. 204—224.
- Rubens H., Kurlbaum F. Anwendung der Methode der Reststrahlen zur Prüfung des Strahlungsgesetzes // Annalen der Physik. — 1901. — Bd. 309 (4). — S. 649—666.
- Holborn L., Kurlbaum F. Über ein optisches Pyrometer // Annalen der Physik. — 1903. — Bd. 315 (10). — S. 225—241.